# リサ・ラッツ
リサ・ラッツ（Lisa Lutz、1970年3月13日 - ）は、アメリカ合衆国の作家。代表作は家族皆が探偵のスペルマン家シリーズ。

## 経歴
1970年、南カリフォルニア生まれ。カリフォルニア大学サンタクルーズ校、カリフォルニア大学アーバイン校、イングランドのリーズ大学、サンフランシスコ州立大学で学ぶ（いずれの大学も学位は取得していない）。1990年代は、私立探偵など低収入の仕事をしながら、"Plan B" という大衆コメディの脚本を書いていた。同作は2000年の作品で、『バラエティ』誌で「回りくどくて面白くない (torturously unfunny) 」と評された。2004年、カリフォルニアで処女作『門外不出 探偵家族の事件ファイル』（原題：Spellmans Files ）に取りかかり、雪降るニューヨークで完成させた。その後、西海岸に戻り第2作の執筆を始める。現在はサンフランシスコに暮らしている。

## 作品について
スペルマン家シリーズは、探偵事務所を経営する仲の良いものの疑り深い家族が互いを調べ合う（盗聴や尾行）のに時間を費やしている。第1作『門外不出 探偵家族の事件ファイル』では14歳のレイ・スペルマンが誘拐されるサスペンスフルな物語である。
2008年、同作はアレックス賞を受賞し、アンソニー賞新人賞、マカヴィティ賞新人賞、バリー賞新人賞、ディリス賞にノミネート、ニューヨーク・タイムズのベストセラーリストで第27位にランクインした。
パラマウント映画は、プロデューサー：ローラ・ジスキン、監督：バリー・ソネンフェルドで映画化の権利を得た。
スペルマン・シリーズ第2作"Curse of the Spellmans" は2009年にアメリカ探偵作家クラブのエドガー賞 長編賞にノミネートされた。

## 著作
| # | 邦題                            | 原題                                                | 刊行年 | 刊行年月  | 訳者       | レーベル         |
| - | ------------------------------- | --------------------------------------------------- | ------ | --------- | ---------- | ---------------- |
| 1 | 門外不出 探偵家族の事件ファイル | The Spellman Files                                  | 2007年 | 2007年6月 | 清水由貴子 | ソフトバンク文庫 |
| 2 |                                 | Curse of the Spellmans                              | 2008年 |           |            |                  |
| 3 |                                 | Revenge of the Spellmans                            | 2009年 |           |            |                  |
| 4 |                                 | The Spellmans Strike Again                          | 2010年 |           |            |                  |
| 5 |                                 | Heads You Lose （デイヴィッド・ヘイワードとの共著） | 2011年 |           |            |                  |
| 6 |                                 | Trail of the Spellmans                              | 2012年 |           |            |                  |